# فرودگاه شهرستان کلمبیا
فرودگاه شهرستان کلمبیا (به انگلیسی: Columbia Metropolitan Airport) یک فرودگاه همگانی بهره‌برداری هوایی با کد یاتا CAE است که یک باند فرود آسفالت و بتن دارد و طول باند آن ۲۴۳۹ متر است. این فرودگاه در شهر کلمبیا، کارولینای جنوبی کشور ایالات متحده آمریکا قرار دارد و در ارتفاع ۷۲ متری از سطح دریا واقع شده‌است.

## شرکت‌های هواپیمایی و مقصدهای پروازی

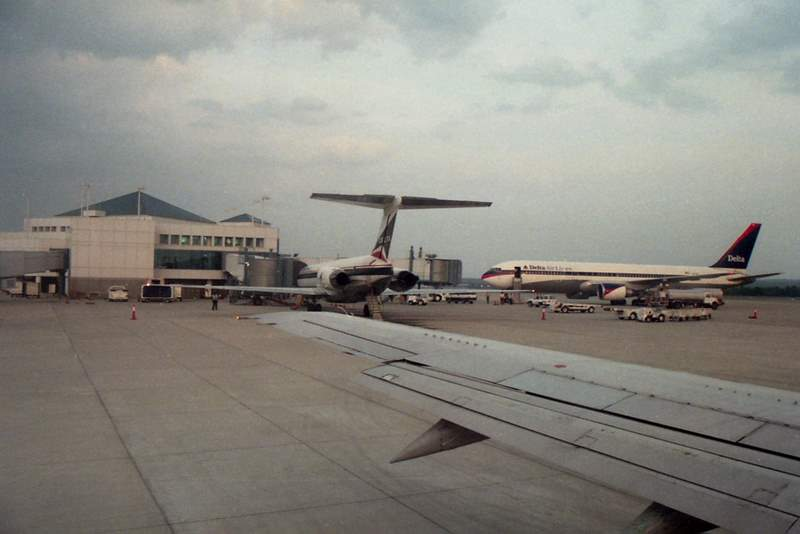
فرودگاه شهرستان کلمبیا

Passenger service is provided by four scheduled airlines, with commercial cargo service being handled by three scheduled airlines and numerous air freight operators. Two fixed-base operators also serve the Metro facility with various charter flights. The airport maintains a newly dedicated air cargo terminal, the Columbia Airport Enterprise Park (CAE Park) and Foreign Trade Zone #127. Columbia Metropolitan Airport recently completed a $45 million terminal expansion and renovation. Annually, the airport serves about 1 million passengers, though prior to the Great Recession, nearly 1.5 million passengers were served.

### مسافری
| شرکت‌های هواپیمایی | مقصدهای پروازی                                                      |
| ----------------- | ------------------------------------------------------------------- |
| امریکن ایگل       | شارلوت داگلاس، دالاس-فورت ورث، فیلادلفیا، ملی رونالد ریگان واشینگتن |
| دلتا ایرلاینز     | هارتسفیلد-جکسون آتلانتا                                             |
| دلتا کانکشن       | هارتسفیلد-جکسون آتلانتا، لاگواردیا                                  |
| یونایتد اکسپرس    | اوهر شیکاگو، جرج بوش، دالس واشینگتن                                 |

### باری
| شرکت‌های هواپیمایی                            | مقصدهای پروازی |
| -------------------------------------------- | --- |
| کستل اوییشن                                  | سینسیناتی/کنتاکی شمالی |
| فدکس اکسپرس                                  | ایندیاناپلیس، ممفیس |
| فدکس اکسپرس اجرا توسط مانتین ایر کارگو       | میرتل بیچ |
| یوپی‌اس ایرلاینز                              | هارتسفیلد-جکسون آتلانتا، دالاس-فورت ورث، لوئیویل، میامی، اوکلند، انتاریو، اورلاندو، فیلادلفیا، سکرامنتو، سن پترزبورگ-کلیرواتر |
| یوپی‌اس ایرلاینز اجرا توسط Air Cargo Carriers | گرنویل-اسپارتانبورگ، میرتل بیچ، سوننه/هیلتن حعیا، Swainsboro                                                                  |
| یوپی‌اس ایرلاینز اجرا توسط مارتین‌ایر          | شهرستان بووفرت، چارلستون، گرنویل-اسپارتانبورگ، هیلتن هد، شهرستان استاتسبورو-بولچ                                              |